# Manson Benedict

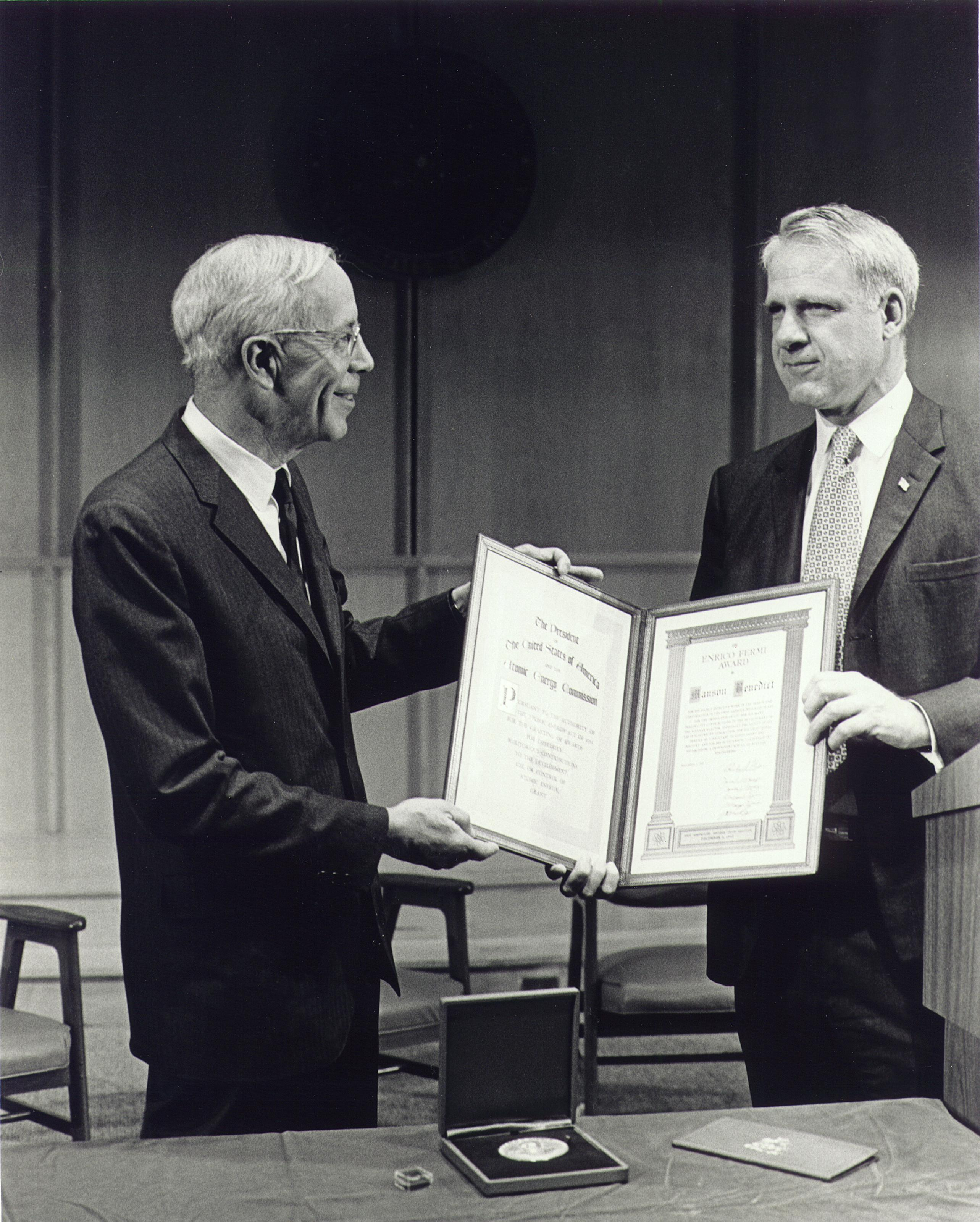
James R. Schlesinger überreicht Manson Benedict (links) den Enrico Fermi Award

Manson Benedict (* 9. Oktober 1907 in Lake Linden, Michigan; † 18. September 2006 in Naples (Florida)) war ein US-amerikanischer Chemiker und Kerntechniker.
Benedict studierte Chemie an der Cornell University mit dem Bachelor-Abschluss und wurde am MIT in Physikalischer Chemie promoviert. Danach ging er in die Industrie (M. W. Kellogg Limited). Im Zweiten Weltkrieg war er im Manhattan Project an der Entwicklung der Gasdiffusionsmethode zur Isotopentrennung beteiligt und beaufsichtigte den Bau einer Anlage dazu in Oak Ridge. 1951 wurde er der erste Professor für Kerntechnik am MIT, zunächst in der Abteilung Chemieingenieurwesen und ab 1958 in einer eigenen Abteilung, der er bis 1971 vorstand.
Er erhielt die Perkin Medal, die Seaborg Medal, den William H. Walker Award (1947), die National Medal of Science (1975), den Robert E. Wilson Award (1968), den Enrico-Fermi-Preis (1972), die John Fritz Medal (1975) und den E. V. Murphree Award in Industrial and Engineering Chemistry. Er war Mitglied der American Academy of Arts and Sciences (Wahljahr 1952) und der National Academy of Sciences (Wahljahr 1956). 1977 wurde er in die American Philosophical Society aufgenommen.
Von 1958 bis 1968 war er Mitglied und Vorsitzender des Advisory Committee der United States Atomic Energy Commission.
Er ist einer der Urheber der Zustandsgleichung von Benedict-Webb-Rubin (1940 bei Kellogg).

## Schriften
- Manson Benedict, C. Williams: Engineering Developments in the Gaseous Diffusion Process. McGraw-Hill Book Company, 1949.
  - Siehe auch K-25
- Manson Benedict, Thomas H. Pigford, Hans Wolfgang Levi: Nuclear Chemical Engineering (= McGraw-Hill Series in Nuclear Engineering). 2. Auflage. McGraw-Hill, New York 1981, ISBN 978-0-07-004531-6 (englisch, archive.org).